# (500369) 2012 TV40
(500369) 2012 TV40 es un asteroide perteneciente al cinturón de asteroides, descubierto el 12 de julio de 2010 por Wide-field Infrared Survey Explorer desde el telescopio espacial Wide-Field Infrared Survey Explorer (WISE), Estados Unidos.

## Designación y nombre
Designado provisionalmente como 2012 TV40.

## Características orbitales
2012 TV40 está situado a una distancia media del Sol de 3,004 ua, pudiendo alejarse hasta 3,282 ua y acercarse hasta 2,725 ua. Su excentricidad es 0,092 y la inclinación orbital 12,99 grados. Emplea 1901,76 días en completar una órbita alrededor del Sol.

## Características físicas
La magnitud absoluta de 2012 TV40 es 16,1.